# Kernkraftwerk Enrico Fermi (Vereinigte Staaten)
Das Kernkraftwerk Enrico Fermi (englisch Enrico Fermi Nuclear Generating Station) mit einem Brutreaktor und einem Siedewasserreaktor liegt in Frenchtown Charter Township im US-Bundesstaat Michigan und ist nach dem Kernphysiker Enrico Fermi benannt.

## Enrico Fermi 1
Fermi 1 war der erste experimentelle schnelle Brutreaktor der Vereinigten Staaten. Kommerzielle Stromerzeugung fand mit dem Reaktor nicht statt. Er wurde mit Natrium gekühlt und im Wesentlichen bei atmosphärischem Druck betrieben. Die maximale Leistung betrug 430 Megawatt, erreicht wurde jedoch nur 200 Megawatt mit dem ersten Kern (Kern A). Die kritische Masse wurde im August 1963 erreicht, und der Reaktor wurde in den ersten Jahren des Betriebs bei niedriger Leistung getestet. Im Oktober 1966 blockierte eine lockere Zirkoniumplatte am Boden des Reaktorbehälters den Natriumkühlmittelfluss zu einigen Brennelemente während eines Leistungstests. Zwei Brennelemente begannen zu schmelzen, aber es kam zu keinen abnormalen Freisetzungen in die Umwelt. Nach der Aufklärung des Zwischenfalls wurde Fermi 1 nach fast vier Jahren wieder in Betrieb genommen. 1972 wurde beschlossen, Fermi 1 außer Betrieb zu nehmen, und der Abbau begann im selben Jahr. Bis 1984 wurde das Gelände weitgehend geräumt, und das radioaktive Natrium wurde entsorgt.

## Enrico Fermi 2
Der Block 2 ist ein Siedewasserreaktor von General Electric. Der Bau begann am 26. September 1972. Am 21. September 1986 ging der Reaktor ans Netz.

## Enrico Fermi 3
Der Betreiber DTE Energy hatte Interesse gezeigt, einen weiteren Reaktor am Standort Enrico Fermi zu errichten. Einige Zeit wurden Lizenzen für den Bau des weiteren Blockes am Kernkraftwerk Enrico Fermi organisiert. Dieser Prozess kann bis zu fünf Jahre dauern. Der Reaktor sollte zwischen 2015 und 2020 ans Netz gehen und etwa drei Milliarden US-Dollar kosten. Im Mai 2015, genehmigte die Nuclear Regulatory Commission eine kombinierte construction and operating license für Fermi 3, aber DTE Energy teilte mit, dass derzeit keine Pläne zum Bau bestehen.

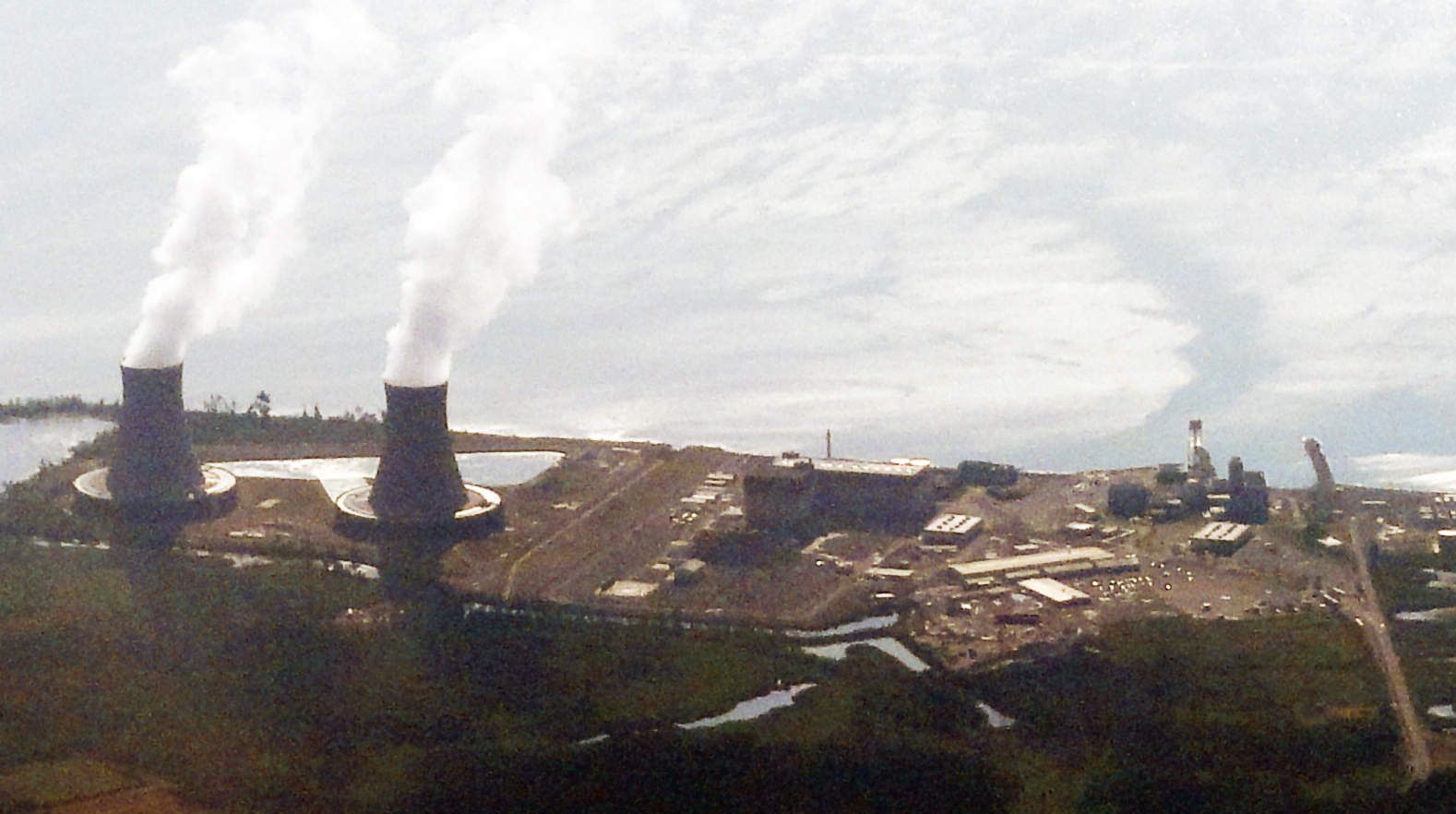
Luftaufnahme des Kernkraftwerks

## Daten der Reaktorblöcke
Das Kernkraftwerk Enrico Fermi hat zwei Blöcke:
| Reaktorblock   | Reaktortyp         | Netto- leistung | Brutto- leistung | Baubeginn  | Netzsyn- chronisation | Kommer- zieller Betrieb | Abschal- tung  |
| -------------- | ------------------ | --------------- | ---------------- | ---------- | --------------------- | ----------------------- | -------------- |
| Enrico Fermi-1 | Brutreaktor        | 61 MW           | 65 MW            | 01.08.1956 | 05.08.1966            | -                       | 29.11.1972     |
| Enrico Fermi-2 | Siedewasserreaktor | 1111 MW         | 1154 MW          | 26.09.1972 | 21.09.1986            | 23.01.1988              | (2025 geplant) |